# Petko Dermendżiew
Petko Dermendżiew (bułg. Петко Дерменджиев, ur. 13 lutego 1936) – bułgarski zapaśnik walczący w stylu wolnym. Olimpijczyk z Tokio 1964, gdzie zajął czwarte miejsce w kategorii do 78 kg.
Wicemistrz świata w 1962 i 1963 roku.

## Letnie Igrzyska Olimpijskie 1964
| Konkurencja      | Rundy eliminacyjne       | Rundy eliminacyjne   | Rundy eliminacyjne     | Rundy eliminacyjne         | Rundy eliminacyjne              | Klas. końcowa |
| Konkurencja      | Przeciwnik I             | Przeciwnik II        | Przeciwnik III         | Przeciwnik IV              | Przeciwnik V                    | Miejsce       |
| ---------------- | ------------------------ | -------------------- | ---------------------- | -------------------------- | ------------------------------- | ------------- |
| 78 kg styl wolny | Choi Byeong-seop (KOR) Z | Károly Bajkó (HUN) Z | Muhammad Afzal (PAK) P | Gaetano De Vescovi (ITA) Z | Mohammad Ali Sanatkaran (IRI) P | 4.            |